# 아이패드 (4세대)
아이패드 with 레티나 디스플레이(iPad with Retina Display)는 2012년 10월 23일 미국 새너제이 캘리포니아 시어터에서 아이패드 미니와 같이 발표한 iOS 태블릿 컴퓨터이다.
4세대 아이패드로 뉴 아이패드 (3세대 아이패드)의 후속제품이다.
2012년 11월 2일 1차 출시국에서 출시되었다.
iOS 10까지 지원한다. 32비트 모델로 출시되었기 때문에 iOS 11은 사용할 수 없으며, 애플 펜슬을 지원하지 않는다.

## 색상
- 블랙
- 화이트

## 경쟁 기종
- 구글의 넥서스 10
- 아마존닷컴의 킨들 파이어 HD 8.9
- 삼성전자의 삼성 갤럭시 노트 10.1

## 판매
2014년 3월 19일(현지시각) 아이패드 2가 단종되고 해당 기종이 대체되어 판매되고 있다.
미국에서 아이패드 에어가 발표됨과 동시에 아이패드 4세대는 단종되었다.
대한민국의 애플 온라인 스토어에서 아이패드 4세대 모델이 단종되었다가 애플에서 재생산이 확정되어 짧은기간 동안 DM공장에서 제조한 제품을 다시 판매하였었는데 현재는 아이패드 4세대 모델은 완전히 단종되고 아이패드 에어 제품군으로 대체되어 판매를 진행 중이다.

## 같이 보기
- 아이패드
- 아이패드 2
- 아이패드 (3세대)
- 애플 A6
- 애플 아이패드 미니
- 애플 아이폰 5

## 참조
1. ↑  “OmniVision”. 2013년 10월 14일에 원본 문서에서 보존된 문서. 2013년 10월 12일에 확인함.
2. ↑  애플 (2010–2011). iPad News - Newsroom Archive. Retrieved June 7, 2018.